# Polydius heydeni heydeni
Polydius heydeni heydeni é uma subespécie de insetos coleópteros polífagos pertencente à família Curculionidae.
A autoridade científica da subespécie é Tournier, tendo sido descrita no ano de 1874.
Trata-se de uma subespécie presente no território português.